# Sandelia bainsii
Sandelia bainsii is een straalvinnige vissensoort uit de familie van de klimbaarzen (Anabantidae). De wetenschappelijke naam van de soort is voor het eerst geldig gepubliceerd in 1861 door Castelnau.
De vis komt voor in een aantal rivieren van de Zuid-Afrikaanse Oost-Kaap, zoals de Kowie, Groot Visrivier, Buffelsrivier, de Tyhume, de Keiskamma en de Nahoon. In het Afrikaans wordt hij de Oos-Kaapse kurper genoemd.
De vis is olijfkleurig of grijsbruin met verspreide zwarte vlekken en stippen op het lijf. Er loopt een donkergrijze strook achter het oog en de vinnen zijn soms lichtgeel met een zwarte rand. De vis bereikt een lengte van 260 mm en het Zuid-Afrikaanse hengelrecord staat op 0,13 kg. De vis leeft in rivieren vol rotsen, meestal bij oevers waar de stroming niet te sterk is. Het voedsel bestaat uit insecten, krabben en kleine visjes. Het wijfje legt haar eieren 's zomers in een nest dat het mannetje gebouwd heeft. Het mannetje helpt mee om op de eieren en de jongen te passen.

## Status
De vis wordt bedreigd door verlies aan leefruimte en door roofvissen zoals de baars en de meerval.